# 波風きら
波風 きら（なみかぜ きら、1984年7月27日 - ）は、日本の元AV女優で元ストリッパー。
アクシスプロモーション所属。元シネマユニット・ガス専属女優。
趣味はブログ、香水集め、500円玉貯金、ネイル、お酒、ダーツ。

## 略歴
- 2006年10月24日、『爆乳アイドルきら』でシネマユニット・ガスよりAVデビュー。
- 2007年4月11日、川崎ロック座にてストリップデビュー。
- 2008年5月8日、自身のブログでシネマユニット・ガスの専属ではなくなったと発表。
- 2009年7月31日、ブログにて引退を発表。

## 作品

### アダルトビデオ
2006年
- 爆乳アイドルきら 波風きら（2006年10月24日、シネマユニット・ガス）
- Hな爆乳ちゃん きらの好きなセックスは羞恥責め 波風きら（2006年12月22日、シネマユニット・ガス）
- 爆乳ベスト2006（2006年12月22日、シネマユニット・ガス）

2007年
- 「爆乳コスプレきら」いっぱい揉んで、いっぱい出して 波風きら（2007年1月26日、シネマユニット・ガス）
- 爆乳 I （あい）玩具  -変態プレイ興味チンチン- 波風きら（2007年3月23日、シネマユニット・ガス）
- 爆乳と二人きりでホテルにしけ込んでモミモミ（2007年4月27日、シネマユニット・ガス）オムニバス作品 他出演:阿久津ルミ、りんごちゃん
- 波風きらの行列のできるパイズリパーティー 波風きら（2007年5月25日、シネマユニット・ガス）
- パイズリ爆乳痴女 波風きら（2007年7月27日、シネマユニット・ガス）
- 爆乳オッパイズム宣言　淫語レズパイズリ敏感な乳首でイキまくり!!! 波風きら（2007年9月28日、シネマユニット・ガス）
- GAS20周年記念作品 爆乳パイズリ PERFECT（2007年10月26日、シネマユニット・ガス）
- W爆乳 きら&しずか（2007年11月23日、シネマユニット・ガス）共演:谷川しずか
- もみもみセックス 5連発!!!!! 波風きら（2007年12月21日、シネマユニット・ガス）
- 爆乳ベスト 2007 13人13コーナーたっぷり見せます!（2007年12月21日、シネマユニット・ガス）

2008年
- 鷲づかみされるのが好きな爆乳たち　輪姦凌辱SM電マ嗚咽（2008年3月28日、シネマユニット・ガス）オムニバス作品 他出演:宮崎ぱいん、福島M子、橘ナオミ
- 103cm Icup　KIRA（2008年6月19日、OPPAI ［おっぱい］）
- グラビア界激震!!あの淫乳I-cupがハメた!!（2008年7月19日、みるきぃぷりん♪）
- 爆乳凌辱 波風きら（2008年8月8日、クリスタル映像）
- メイド in Prin 波風きら（2008年8月25日、みるきぃぷりん♪）
- 巨乳・爆乳 乳舐め吸い VOL.3（2008年9月5日、映天）オムニバス作品 他出演:安奈久美、黒川梨花、吉沢千里、宮崎あい、中森玲子、飯浜紀香、川峰さくら、仲村ろみひ、えみり、恩田かほ
- 巨乳・爆乳 授乳手コキ VOL.2（2008年9月5日、映天）オムニバス作品 他出演:友野みゆき、宮崎あい、月門ゆか、西木美羽、辻さき、里原あみ、中森玲子、仲村ろみひ、小澤新音
- 爆乳ソープへようこそ♥ 波風きら（2008年10月10日、クリスタル映像）
- 爆乳騎乗位ベスト 45人すべて見せます!（2008年10月24日、シネマユニット・ガス）
- Hcup 爆乳 波風きら（2008年11月7日、映天）
- 巨乳・爆乳 乳イカセ面接 vol.1（2008年11月7日、映天）オムニバス作品 他出演:仲村ろみひ、小澤新音、中森玲子、秋乃マロン、山咲奈々美、橘ひな、宮崎あい
- 爆乳インパクト 103cmIcup 波風きら（2008年11月19日、ミスター・インパクト）
- 巨乳×爆乳GRANDPRIX DX4（2008年11月21日、クリスタル映像）
- Hcup 爆乳（2008年11月23日、映天）
- こだわりの手コキ 4時間SP 10 30人のハンドメイド（2008年12月13日、隼エージェンシー）他多数出演
- 爆乳パイズリ女教師 波風きら（2008年12月13日、MOODYZ）
- この夏ボクが、実家で見た爆乳。 波風きら（2008年12月18日、タカラ映像）
- 乳ベスト2008 14人ベストシーンすべて見せます!（2008年12月26日、シネマユニット・ガス）

2009年
- フェラコレ2009冬SP (2009年1月15日 隼エージェンシー)他多数出演